# Riace
Riace é uma comuna italiana da região da Calábria, província de Reggio Calabria, com cerca de 1.605 habitantes. Estende-se por uma área de 16 km², tendo uma densidade populacional de 100 hab/km². Faz fronteira com Camini, Stignano.

## Demografia
| Variação demográfica do município entre 1861 e 2011                               |
|                                                                                   |
| Fonte: Istituto Nazionale di Statistica (ISTAT) - Elaboração gráfica da Wikipedia |